# Sant Victor (Alier)
Saint-Victor és un municipi francès, situat al departament de l'Alier i a la regió d'Alvèrnia-Roine-Alps. L'any 2007 tenia 2.012 habitants.

## Demografia

### Població
El 2007 la població de fet de Saint-Victor era de 2.012 persones. Hi havia 808 famílies de les quals 168 eren unipersonals (64 homes vivint sols i 104 dones vivint soles), 304 parelles sense fills, 300 parelles amb fills i 36 famílies monoparentals amb fills.
La població ha evolucionat segons el següent gràfic:
Habitants censats

### Habitatges
El 2007 hi havia 884 habitatges, 810 eren l'habitatge principal de la família, 14 eren segones residències i 60 estaven desocupats. 821 eren cases i 59 eren apartaments. Dels 810 habitatges principals, 683 estaven ocupats pels seus propietaris, 120 estaven llogats i ocupats pels llogaters i 7 estaven cedits a títol gratuït; 3 tenien una cambra, 27 en tenien dues, 143 en tenien tres, 318 en tenien quatre i 320 en tenien cinc o més. 652 habitatges disposaven pel capbaix d'una plaça de pàrquing. A 272 habitatges hi havia un automòbil i a 499 n'hi havia dos o més.

### Piràmide de població
La piràmide de població per edats i sexe el 2009 era:
| Homes | Edats   | Dones |
| ----- | ------- | ----- |
| 0     | 95 o +  | 0     |
| 0     | 90 a 94 | 4     |
| 8     | 85 a 89 | 12    |
| 8     | 80 a 84 | 24    |
| 40    | 75 a 79 | 52    |
| 24    | 70 a 74 | 28    |
| 24    | 65 a 69 | 24    |
| 28    | 60 a 64 | 32    |
| 48    | 55 a 59 | 44    |
| 68    | 50 a 54 | 72    |
| 132   | 45 a 49 | 92    |
| 112   | 40 a 44 | 112   |
| 76    | 35 a 39 | 112   |
| 60    | 30 a 34 | 64    |
| 32    | 25 a 29 | 48    |
| 56    | 20 a 24 | 8     |
| 76    | 15 a 19 | 68    |
| 80    | 10 a 14 | 60    |
| 72    | 5 a 9   | 80    |
| 64    | 0 a 4   | 40    |

## Economia
El 2007 la població en edat de treballar era de 1.415 persones, 1.023 eren actives i 392 eren inactives. De les 1.023 persones actives 949 estaven ocupades (496 homes i 453 dones) i 75 estaven aturades (27 homes i 48 dones). De les 392 persones inactives 187 estaven jubilades, 109 estaven estudiant i 96 estaven classificades com a «altres inactius».

### Ingressos
El 2009 a Saint-Victor hi havia 824 unitats fiscals que integraven 2.060,5 persones, la mediana anual d'ingressos fiscals per persona era de 19.189 €.

### Activitats econòmiques
Dels 132 establiments que hi havia el 2007, 3 eren d'empreses extractives, 2 d'empreses alimentàries, 1 d'una empresa de fabricació de material elèctric, 1 d'una empresa de fabricació d'elements pel transport, 25 d'empreses de fabricació d'altres productes industrials, 22 d'empreses de construcció, 35 d'empreses de comerç i reparació d'automòbils, 2 d'empreses de transport, 7 d'empreses d'hostatgeria i restauració, 1 d'una empresa d'informació i comunicació, 1 d'una empresa financera, 3 d'empreses immobiliàries, 20 d'empreses de serveis, 5 d'entitats de l'administració pública i 4 d'empreses classificades com a «altres activitats de serveis».
Dels 29 establiments de servei als particulars que hi havia el 2009, 6 eren tallers de reparació d'automòbils i de material agrícola, 1 taller d'inspecció tècnica de vehicles, 2 paletes, 4 guixaires pintors, 3 fusteries, 7 lampisteries, 3 electricistes, 1 perruqueria, 1 agència de treball temporal i 1 restaurant.
Dels 5 establiments comercials que hi havia el 2009, 1 era una fleca, 3 botigues de mobles i 1 una botiga de material esportiu.
L'any 2000 a Saint-Victor hi havia 20 explotacions agrícoles que ocupaven un total de 1.608 hectàrees.

## Equipaments sanitaris i escolars
L'únic equipament sanitari que hi havia el 2009 era una farmàcia.
El 2009 hi havia una escola elemental.

## Poblacions més properes
El següent diagrama mostra les poblacions més properes.